# Перехрестівка (Олександрійський район)
Перехре́стівка — село в Україні, у Великоандрусівській сільській громаді Олександрійського району Кіровоградської області. Населення становить 32 осіб.

## Населення
Згідно з переписом УРСР 1989 року чисельність наявного населення села становила 35 осіб, з яких 14 чоловіків та 21 жінка.
За переписом населення України 2001 року в селі мешкали 32 особи. 100 % населення вказало своєю рідною мовою українську мову.